# Кашиани
Кашиани (бенг. কাশিয়ানী, англ. Kashiani) — город в центральной части Бангладеш, административный центр одноимённого подокруга. Площадь города равна 1,62 км². По данным переписи 2001 года, в городе проживало 4035 человек, из которых мужчины составляли 52,69 %, женщины — соответственно 47,31 %. Плотность населения равнялась 2491 чел. на 1 км². Уровень грамотности населения составлял 52 % (при среднем по Бангладеш показателе 43,1 %). 